# Live at the Bijou Cafe
| Recensione | Giudizio |
| ---------- | -------- |
| AllMusic   | [ 1 ]    |

Live at the Bijou Cafe è un doppio album discografico dal vivo di Jesse Winchester, pubblicato dall'etichetta discografica Bearsville Records nel 1977.
Il primo disco raccoglie quattordici brani eseguiti dal vivo al The Bijou Cafe di Filadelfia, il secondo disco racchiude (in due parti) una lunga intervista al musicista effettuata al Media Collage di Montréal (Canada) da Doug Pringle.

## Tracce

### LP
Lato A
Testi e musiche di Jesse Winchester, eccetto dove indicato.
1. Payday – 4:42
2. Silly Heart – 2:59
3. Tell Me Why You Like Roosevelt – 3:00 (pubblico dominio)
4. Midnight Bus – 3:17
5. Nothing But a Breeze – 4:21
6. Defying Gravity – 3:12
7. Let the Rough Side Drag – 2:50

Lato B
Testi e musiche di Jesse Winchester, eccetto dove indicato.
1. Black Dog – 4:00
2. Mississippi, You're on My Mind – 3:49
3. Twigs and Seeds – 2:58
4. Rhumba Man – 3:12
5. Isn't That So? – 4:22
6. Yankee Lady – 5:29
7. I Can't Stand Up Alone – 2:56 (Martha Carson)

Lato C
1. Live Interview with Jesse Winchester – 31:56

Lato D
1. Live Interview with Jesse Winchester – 21:45

## Musicisti
- Jesse Winchester - voce, chitarra, tastiere
- Bob Cohen - chitarra solista
- Ron Dann - chitarra pedal steel
- Marty Harris - basso elettrico
- Dave Lewis - batteria[2]

Note aggiuntive
- Sonny Fox - produttore
- Registrato dal vivo il 26 maggio 1977 al The Bijou Cafe di Filadelfia, Pennsylvania
- Joel Fein, Steve Tose e Al Williams - ingegneri delle registrazioni
- John Barrakan - foto copertina album[3]